# Viettesia erastrioides
Viettesia erastrioides är en fjärilsart som beskrevs av De Toulgoët 1959. Viettesia erastrioides ingår i släktet Viettesia och familjen björnspinnare. Inga underarter finns listade i Catalogue of Life.